# René Huyghe
Pour les articles homonymes, voir Huyghe.
René Huyghe, né le 3 mai 1906 à Arras et mort le 5 février 1997 à Paris 14e, est un conservateur de musée, historien de l'art et psychologue de l'art français.
Il est notamment conservateur du musée du Louvre, professeur au Collège de France et membre de l'Académie française.

## Biographie
René Huyghe suit des études classiques au lycée Montaigne à Paris et au lycée Michelet à Vanves, puis une année d’hypokhâgne au lycée Louis-le-Grand. Il suit ensuite des cours de philosophie et d’esthétique à la Sorbonne tout en préparant l’École du Louvre, avant d'obtenir une licence ès lettres.
En 1930, il est nommé conservateur-adjoint des peintures au musée du Louvre à Paris, puis, conservateur en chef et professeur à l’École du Louvre en 1937. Il fonde et dirige les revues L’Amour de l’Art et Quadrige.
Il est un des premiers à réaliser des documentaires sur l’art, dont un Rubens en son temps avec Jacques Jaujard primé[Quand ?] à la Biennale de Venise et fonde la Fédération internationale du film sur l’art.
Pendant la Seconde Guerre mondiale, en lien avec Jacques Jaujard et Maurice Sérullaz, il organise l’évacuation des tableaux du musée du Louvre en zone non occupée et leur protection jusqu’à la Libération. Parallèlement, il fait partie de la résistance dans l’état-major des groupes Veny.
En 1950, il est élu au Collège de France et occupe la chaire de psychologie des arts plastiques.
Le 2 juin 1960, René Huyghe est élu à l'Académie française au fauteuil n°5 occupé précédemment de Robert Kemp, par 15 voix contre 10 à Paul Vialar. Il est reçu dans le grand amphithéâtre de la Sorbonne le 22 avril 1961,.
En 1966, il reçoit le prix Érasme à La Haye. Il se définit comme psychologue et philosophe de l'art. En 1974, il est nommé directeur du musée Jacquemart-André à Paris et publie La Relève du réel.
En février 1978, il fait partie des membres fondateurs du Comité des intellectuels pour l'Europe des libertés (CIEL). En 1979, il participe, selon Alain de Benoist, à la rédaction sous le pseudonyme collectif de « Maiastra » de Renaissance de l'Occident ?, paru chez Plon. Dans le même temps, il appartient au comité de rédaction de Nouvelle École.
Bien qu'il soit l'auteur de nombreuses émissions sur l'art à l'étranger, il voit ses projets presque toujours refusés par les responsables des chaînes françaises. À partir de la victoire du candidat du Parti socialiste, François Mitterrand, à l'élection présidentielle de 1981, il devient persona non grata à la télévision française.
Il préside la commission internationale d’experts de l’UNESCO pour la sauvegarde de Venise et le Conseil artistique des musées de France.

### Famille
Il est le père de l'écrivain François-Bernard Huyghe. Son épouse, née Lydie Bouthet le 5 septembre 1920, est décédée le 13 janvier 2019 à Paris (13è).

### Distinctions
- Grand officier de la Légion d'honneur
- Grand-croix de l'ordre national du Mérite
- Commandeur de l'ordre de Léopold
- Prix Eugène Carrière de l’Académie française en 1953
- Prix Broquette-Gonin (philosophie) de l’Académie française en 1956
- Élu à l’Académie française le 2 juin 1960 au 5e fauteuil, succédant à Robert Kemp (1879-1959)

## Œuvres
- Histoire de l’art contemporain, Alcan, 1935.
- Cézanne, Plon, 1936.
- « L'univers de Watteau », in Hélène Adhémar, Watteau : sa vie, son œuvre. Catalogue des peintures et illustration, P. Tisné, 1950.
- La Peinture d’Occident Cent chefs-d’œuvre du musée du Louvre, Nouvelles éditions françaises, 1952.
- Dialogue avec le visible, Flammarion, 1955.
- L’Art et l’Homme, Tome I (direction), Larousse, 1957 ; Tome II (1958 ; Tome III (1961.
- Van Gogh, Flammarion, 1958.
- L’Art et  l’Âme, Flammarion, 1960.
- Delacroix ou le Combat solitaire, Hachette, 1964.
- Les Puissances de l’image, Flammarion, 1965.
- Sens et destin de l’art, Flammarion, 1967.
- L’Art et le Monde moderne (direction avec Jean Rudel) 2 tomes, Larousse, 1970.
- Formes et Forces, Flammarion, 1971.
- La Relève du Réel, la peinture française au XIXe siècle, impressionnisme, symbolisme, Flammarion, 1974.
- Ce que je crois, Grasset, 1974.
- La nuit appelle l'aurore, dialogue orient-occident sur la crise contemporaine (avec Daisaku Ikeda), Flammarion, 1976.
- La Relève de l’Imaginaire, la peinture française au XIXe siècle, réalisme et romantisme, Flammarion, 1981.
- Les Signes du temps et l’Art moderne, Flammarion, 1985.
- Se perdre dans Venise (avec Marcel Brion), Arthaud, 1987.
- Psychologie de l’art, résumé des cours du Collège de France, Le Rocher, 1991.
- Une Vie pour l'art. De Léonard à Picasso, Éditions de Fallois, 1994.